# 로버트 머서

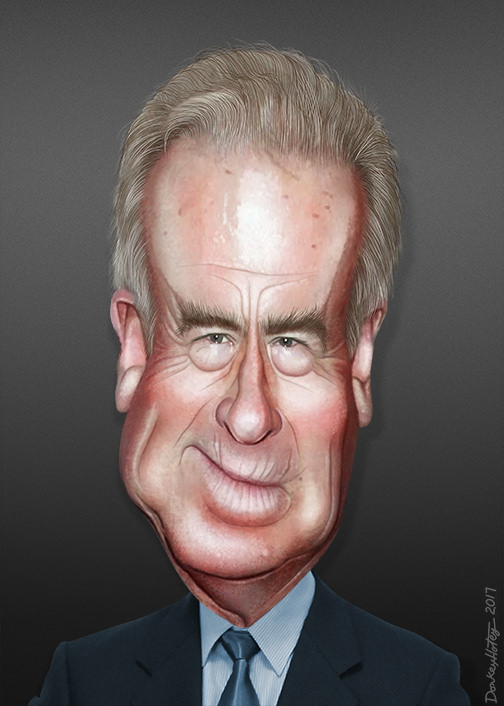

로버트 리로이 머서(영어: Robert Leroy Mercer, 1946년 7월 11일~)는 미국의 헤지펀드 매니저이자 컴퓨터 과학자, 정치 기부자이다. 인공지능 분야 초기 연구자이자 개발자이며, 헤지펀드 회사인 르네상스 테크놀로지스의 전 공동 최고경영자(CEO)이기도 하다.
머서는 또한 《브라이트바트 뉴스》, 케임브리지 애널리티카, 존 볼턴 및 도널드 트럼프의 2016년 대선 캠페인 등 미국의 우익 정치적 목적을 지원하는 조직의 주요 자금 후원자였다. 2015년 미국 《워싱턴포스트》는 그를 정계에 영향력이 큰 10대 부호로 선정하였다.

## 후원

### 2016년 미국 대선
머서는 2016년 미국 대통령 선거에서 가장 큰 기부자 중 한 명으로 공화당 후보와 PAC에 2,250만 달러를 기부하였다. 특히 테드 크루즈의  2016년 대선 캠페인에 주요 재정 지원을 했으며 후보와 관련된 슈퍼 PAC에 1,100만 달러를 기부하였다. 이후 도널드 트럼프의 2016년 대선 캠페인을 강력히 지지하였다 머서와 그의 딸 레베카는 스티브 배넌과 켈리앤 콘웨이가 트럼프 캠페인에서 고위직을 맡는 데 도움을 준 것으로 알려져 있다. 머서의 전 동료였던 닉 패터슨은 2017년 머서의 지원 없이는 트럼프가 당선되지 않았을 것이라고 말하기도 하였다.

### 브렉시트
머서는 브렉시트 선거전에 개입하여 브렉시트를 주장하는 나이절 패라지 영국 독립당 대표에게 정보 분석 서비스를 제공하였다.

### J. D. 밴스
머서의 가족은 2022년 오하이오주 상원 의원 선거에서 J. D. 밴스를 후원하기 위해 설립된 슈퍼 PAC Protect Ohio Values에 기부하였다.  2018년부터 그가 Parler를 지원한 이후 Narya Capital을 설립한 밴스는 머서의 딸 베카에게 Parler에 관한 조언을 제공한 것으로 알려졌다.

## 같이 보기
- 스티브 배넌
- 티파티 운동
- 켈리앤 콘웨이